# 岩田巌 (実業家)
岩田 巌（いわた いわお、1923年10月7日 - 1986年5月22日）は、日本の実業家。

## 来歴
北海道出身。岩田徳治の長男。子息に岩田圭剛がいる。1944年に明治大学商学部を卒業したが、軍に召集を受けた。
1946年に復員後、岩田組に入社した。1949年に岩田建設専務取締役となり、1960年同社長に就く。
江別大橋、幌平橋、豊水橋、雁来大橋などを手掛け、父に続いて｢橋の岩田｣と称された。また北海道学芸大学附属小学校・北海道学芸大学附属中学校、北海道立図書館などを手掛けた。
公職として札幌建設業協会理事・北海道建設業協会理事（以上1972年就任）、札幌建設業協会副会長（1981年就任）を務め、1982年には札幌建友会会長に就任した。ほかに北海道機械開発取締役、北海道開発コンサルタント取締役、北海道建設業信用保証監査役、札幌商工会議所議員会長・同建設委員長を歴任した。